# Jiří Novák (calciatore 1945)
Jiří Novák (7 aprile 1945) è un ex calciatore cecoslovacco, di ruolo difensore.

## Carriera

### Nazionale
Il 5 settembre del 1970 esordisce a Nizza contro la Francia (3-0).

## Palmarès

### Club

#### Competizioni internazionali
- Coppa Piano Karl Rappan: 3

Teplice: 1970, 1973, 1976